# Sindrome di Nager
La sindrome di Nager o disostosi acrofacciale di Nager è una malattia genetica rara a trasmissione autosomica dominante in alcuni casi, autosomica recessiva in altri e ad occorrenza sporadica nella maggior parte dei casi.

## Eziologia
Causa della malattia è generalmente una mutazione a carico di SF3B4, uno spliceosoma la cui aploinsufficienza può condurre a sviluppare il fenotipo della sindrome; in oltre un terzo dei casi, tuttavia, non vengono rilevate mutazioni a carico di questo gene. L'ereditarietà, quando presente, può essere sia autosomica dominante che autosomica recessiva.

## Clinica

### Segni e sintomi
Tra i molteplici segni clinici con cui la sindrome si può manifestare, si riscontrano micrognazia, scarso sviluppo delle guance e della mascella, rime palpebrali oblique, carenza o assenza di ciglia sulle rime palpebrali inferiori, reflusso gastroesofageo, problemi renali di vario tipo, camptodattilia ai piedi, palato molle ridotto in profondità, scarso sviluppo dell'orecchio esterno, anomalie dell'orecchio interno (da cui possono derivare ipoacusia o sordità), palatoschisi, anomalia nello sviluppo dei pollici (che possono anche essere assenti), avambracci ridotti in lunghezza, possibile limitazione della mobilità dei gomiti e presenza di tragi in sovrannumero. Possono essere presenti anomalie di curvatura della spina dorsale, in particolare scoliosi.

### Diagnosi differenziale
La sindrome entra il diagnosi differenziale con svariate malattie, tra cui la sindrome di Treacher Collins, la sequenza di Pierre Robin e la sindrome di Miller.

## Trattamento
A causa delle anomalie dello sviluppo craniofacciale, che possono aggravarsi con la crescita, le famiglie dei bambini affetti dalla sindrome di Nager dovrebbero prendere contatto con centri di chirurgia craniofacciale per monitorare l'evolversi delle malformazioni. Nei casi più gravi, questi bambini necessitano di una tracheotomia fin dalla nascita, al fine di poter respirare autonomamente, nonché di un'eventuale nutrizione artificiale. La chirurgia maxillo-facciale è generalmente indicata al fine di aumentare la mobilità della mandibola. Con la crescita e lo sviluppo del bambino, si rendono in genere necessari trattamenti ortodontici di vario tipo e ulteriori interventi alla mandibola. Alcuni pazienti devono anche ricorrere a interventi di chirurgia plastica ricostruttiva, a interventi correttivi per le malformazioni degli arti e all'utilizzo di apparecchi acustici per limitare l'ipoacusia di cui possono soffrire.